# Benelli 250 4C

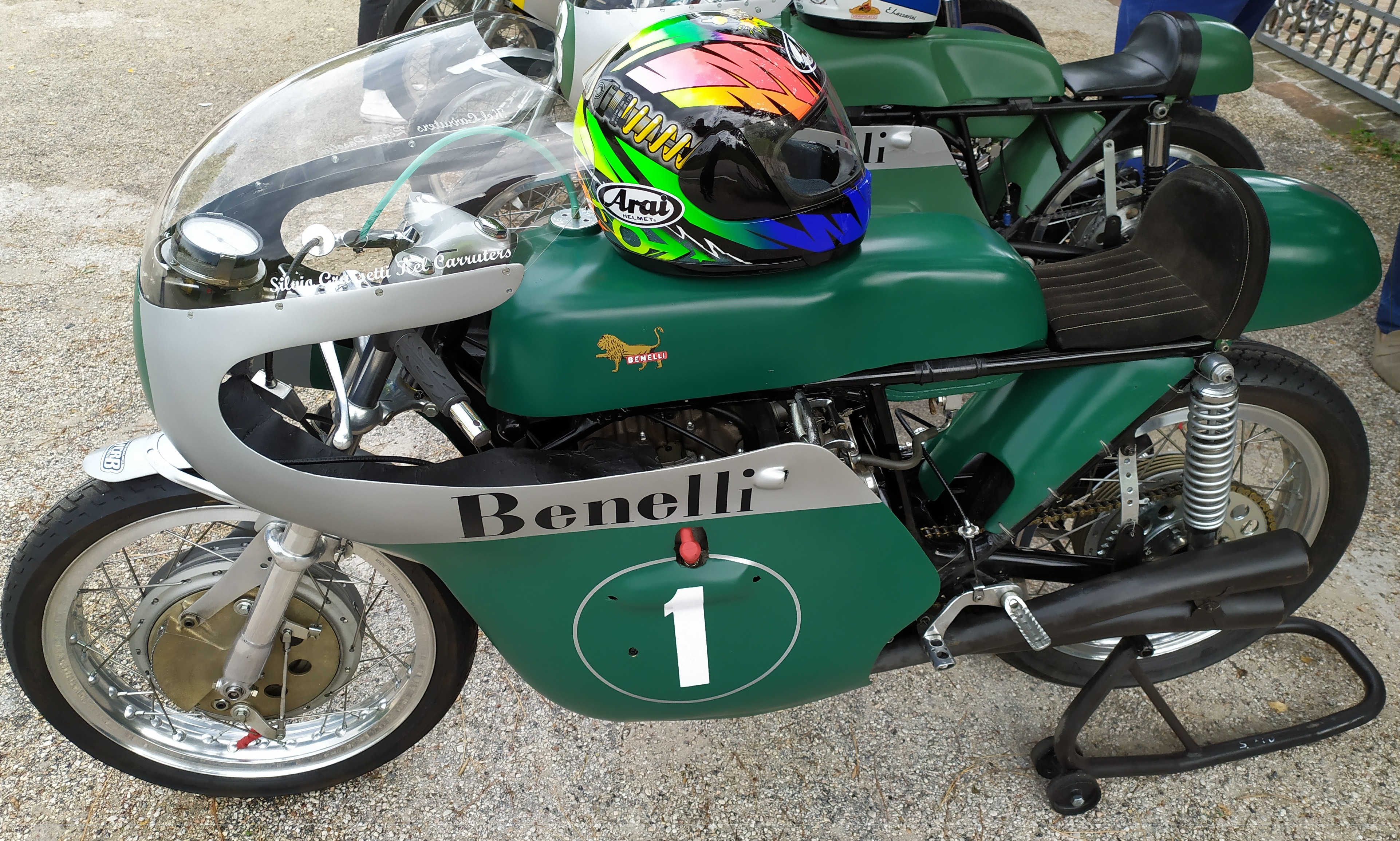
Benelli 250 4C van Kel Carruthers uit 1969

De Benelli 250 4C(ilindri) was een motorfiets die van 1962 tot 1969 door Benelli werd ingezet in het wereldkampioenschap wegrace. In het seizoen 1969 werd Kel Carruthers wereldkampioen met deze machine.

## Voorgeschiedenis
In 1938 hadden de gebroeders Benelli al een viercilinder 250 cc motorfiets gebouwd. Deze was zelfs voorzien van een compressor. Deze racer was een zekere winnaar geworden, 25 km/h sneller dan zijn naaste concurrent, de Moto Guzzi Compressore 250, maar voor het seizoen 1939 was de machine nog niet klaar en toen de Tweede Wereldoorlog uitbrak werd er voorlopig niet geracet. Na de oorlog werden compressoren verboden en voor het wereldkampioenschap wegrace ontwikkelde men een eencilinder, de Benelli 250 Bialbero, waarmee Dario Ambrosini in het seizoen 1950 wereldkampioen werd. Na de dood van Ambrosini tijdens de training van de Grand Prix van Frankrijk van 1951 stopte Benelli voorlopig met racen. Pas in het seizoen 1958 kwam er een nieuwe racer, de Benelli 250 Mono Bialbero. Ook dat was een eencilinder en Silvio Grassetti, zoon van een van de werknemers van Benelli, reed de machine van 1959 tot 1961 met als beste resultaat een zevende plaats in de eindstand van 1961, nadat hij derde was geworden in de Belgische Grand Prix. Het wereldkampioenschap werd toen al volledig beheerst door Honda met de viercilinder Honda RC 162.

## Benelli 250 4C
Benelli besloot ook een viercilinder in te zetten, de 250 4C. Grassetti debuteerde met de machine in een van de Italiaanse voorjaarsraces in Cesenatico. Mike Hailwood kreeg de machine voor de Isle of Man TT en de Grand Prix des Nations op Monza, maar viel beide keren uit. In het Italiaanse kampioenschap bleef de Moto Morini 250 GP te sterk voor de Benelli, ook in 1963.
In 1964 huurde men Tarquinio Provini, de sterrijder van Moto Morini, in, maar ook dat mocht niet baten. Provini werd in het wereldkampioenschap slechts vijfde ondanks een overwinning in de Grand Prix van Spanje.
In 1965 won Provini de Grand Prix des Nations en zijn teamgenoot Remo Venturi werd derde. De uitslag was wat geflatteerd, want omdat Phil Read (Yamaha) al wereldkampioen was verscheen het team van Honda helemaal niet aan de start terwijl Read en zijn teamgenoot Mike Duff grote problemen ondervonden met de nieuwe Yamaha RD 05. Provini eindigde het wereldkampioenschap als zevende, Venturi als zeventiende. Nadat Moto Morini zich terug had getrokken werd Tarquinio Provini wel kampioen van Italië in 1965 en 1966.
In 1966 kwam de 250 4C nauwelijks aan de start. Tarquinio Provini viel in de Grand Prix van Spanje uit door gebroken klepveren en brak tijdens de training van de Junior TT zijn rug, waardoor hij zijn carrière moest beëndigen. Benelli concentreerde zich nu ook meer op de 350cc-klasse met de Benelli 350 4C.
In 1967 werd er helemaal niet met de 250 cc Benelli gereden omdat het merk zijn activiteiten naar boven uitbreidde met de Benelli 500 4C waarvoor men Renzo Pasolini had aangetrokken.
In 1968 werd Pasolini kampioen van Italië. Hij startte met de 250cc-machine alleen in de Isle of Man TT, waar hij tweede werd, en in de TT van Assen, waar hij derde werd.

### Wereldtitel 1969
Het seizoen 1969 begon erg slecht voor Benelli. Renzo Pasolini viel in de openingsrace in Spanje en moest daar de rest van de dag rust houden. In de tweede Grand Prix in Hockenheim brak hij in de training zelfs een sleutelbeen. In Frankrijk werd Walter Villa als vervanger aangetrokken, maar daarna moest een meer permanente oplossing gevonden worden, want Villa reed in dit seizoen met zijn eigen Moto Villa's in twee klassen. Voor de Isle of Man TT werden Phil Read en Kel Carruthers gecontracteerd. Read was regerend 250 cc wereldkampioen, maar ook ontslagen bij Yamaha nadat hij zich niet aan stalorders had gehouden. Carruthers reed in de 125-, de 350 - en de 500 cc klassen voor Aermacchi. Carruthers moest even wennen aan de viercilinder, waardoor hij een kleine achterstand opliep ten opzichte van Rodney Gould met de Yamaha, maar daarna nam hij de leiding in de race. Read vocht met Gould om de tweede plaats maar joeg de Benelli door een schakelfout over zijn toeren waardoor er een klep in de cilinder viel. In Assen was Pasolini weliswaar terug, maar nog niet helemaal fit. Men besloot Carruthers aan te houden naast Pasolini. Toch won Pasolini in Assen, voor Kel Carruthers en Santiago Herrero (Ossa), die al twee Grands Prix gewonnen had en aan de leiding van het kampioenschap ging. In België viel Pasolini al snel uit en Carruthers nam de leiding. Ook hij kreeg problemen met de versnellingsbak. Hij schakelde een paar keer verkeerd en verloor daardoor twee plaatsen aan Herrero en Gould. In de DDR werd Carruthers slechts vijfde, terwijl Pasolini won. Die won ook de Grand Prix van Tsjecho-Slowakije, terwijl Carruthers door zijn gevecht met Heinz Rosner (MZ) slechts derde kon worden. In de Grand Prix van Finland wisselde de leiding een aantal malen: Eerst Rosner tot zijn krukas brak, daarna Herrero en daarna Pasolini en in de twaalfde ronde Kent Andersson (Yamaha). In de 14e ronde vielen Herrero en Pasolini, waarbij de laatste zijn schouder blesseerde en de rest van het seizoen was uitgeschakeld. Carruthers werd derde.
Op dat moment was Benelli nog steeds niet de favoriet voor de wereldtitel, maar toen Carruthers in de Ulster Grand Prix door niemand kon worden bijgehouden veranderde dat. Santiago Herrero was het seizoen sterk begonnen, maar vanaf Tsjecho-Slowakije ging het slechter. Hij viel daar uit en werd in Finland slechts zesde. In Ulster haalde hij weer de finish niet. In de Grand Prix des Nations kwam een tamelijk boze Phil Read aan de start. Hij was teleurgesteld omdat hij na de TT van Man geen Benelli gekregen had en had ten minste gerekend op een viercilinder in Italië. Toen dat niet gebeurde besloot hij een Yamaha TD 2 aan te schaffen en daarmee in Italië te starten. Het werd een geweldig gevecht tussen Read en Carruthers, zo snel dat ze allebei het ronderecord van Mike Hailwood braken. Read won, Carruthers werd tweede. Dat kostte Benelli drie punten, maar Santiago Herrero werd slechts vijfde. Herrero was nog steeds leider in het kampioenschap met 83 punten, maar Kel Carruthers en Kent Andersson hadden er allebei 82, waardoor het kampioenschap met nog één race te gaan volledig open was.

#### Grand Prix van de Adriatische Zee
Op het stratencircuit van Opatija had Andersson het snelste getraind, Carruthers was tweede en zijn tijdelijke teamgenoot Gilberto Parlotti was derde. Santiago Herrero liep nog met een verbonden hand na zijn val in de Ulster Grand Prix. De omstandigheden tijdens de race waren verraderlijk: door de motregen was het asfalt nat en de aangebrachte strepen waren erg glad. Goede omstandigheden voor de lichte, eencilinder Ossa van Herrero en die leidde dan ook na de eerste ronde vóór de beide Benelli's. De kampioenschapsstrijd ging nu nog alleen tussen Herrero en Carruthers, want Andersson raakte steeds verder achterop. In de 7e ronde viel Herrero, en de beide Benelli-coureurs konden zijn glijdende motorfiets maar net ontwijken. Het had waarschijnlijk wel concentratie gekost, want nu kwam Andersson ineens met 2 à 3 seconden per ronde dichterbij en in de 14e ronde was de strijd weer helemaal open, want Andersson reed aan de leiding. Nu begon het stuivertje wisselen tussen Carruthers en Andersson, tot die laatste een flinke sliding maakte en met 160 km/h zijn motor toch weer onder controle wist te krijgen. Hij had 30 meter achterstand opgelopen en die maakte hij niet meer goed. Andersson viel zelfs terug naar de derde plaats achter Parlotti, maar dat was genoeg om in het wereldkampioenschap tweede te worden. Kel Carruthers was wereldkampioen.
Benelli was al bezig een 250 cc V8 te ontwikkelen, toen de FIM besloot dat vanaf 1970 in de 250cc-klasse nog slechts twee cilinders en zes versnellingen toegestaan waren. Vanaf dat moment concentreerde men zich op de 350- en de 500cc-klassen.

## Techniek
De motor was een dwarsgeplaatste viercilinder met dubbele bovenliggende nokkenassen en twee kleppen per cilinder. De nokkenassen werden aangedreven door een tandwieltrein
Het eerste prototype uit 1960 had nog een dry-sumpsysteem met een flinke olietank, maar dat werd al snel vervangen door een wet-sumpsysteem. De bobine-ontsteking werd vervangen door een Lucas-racemagneet. Tarquinio Provini verbeterde de machine aanmerkelijk. Op zijn advies werd het frame in 1964 lichter en lager en werd er een zevenversnellingsbak gebouwd. In 1965 werd de Benelli 250 4C de eerste motorfiets met schijfremmen, een experiment met kartremmen van het Amerikaanse merk Airheart dat al snel weer werd losgelaten.

### Technische gegevens
| Benelli                | 250 4C |
| ---------------------- | --- |
| Periode                | 1962-1969 |
| Categorie              | fabrieksracer |
| Motortype              | viertakt |
| Bouwwijze              | luchtgekoelde viercilinder lijnmotor DOHC |
| boring                 | 44 mm |
| slag                   | 40,6 mm |
| Cilinderinhoud         | 246,9 cc |
| Carburateur(s)         | 4 x Dell'Orto 24 mm |
| Smeersysteem           | wet-sumpsysteem |
| Compressieverhouding   | onbekend |
| Max. Vermogen          | 29,4 kW/40 pk bij 13.000 tpm In 1963: 30,9 kW/42 pk bij 13.500 tpm In 1964: 32,4 kW/44 pk bij 13.500 tpm In 1965: 36,8 kW/50 pk bij 15.000 tpm |
| Topsnelheid            | 1969: 245 km/h |
| Primaire aandrijving   | tandwielen |
| koppeling              | meervoudige droge platenkoppeling |
| versnellingen          | 6, vanaf 1964: 7, vanaf 1965: 7 of 8 |
| Secundaire aandrijving | ketting |
| Rijwielgedeelte        | dubbel wiegframe |
| Voorvork               | telescoopvork |
| Achtervork             | swingarm |
| Remmen                 | trommelremmen |
| Tankinhoud             | onbekend |
| Droog gewicht          | 112 kg |